# Carnerillo
Carnerillo är en ort i Argentina.   Den ligger i provinsen Córdoba, i den centrala delen av landet, 600 km väster om huvudstaden Buenos Aires. Carnerillo ligger 322 meter över havet och antalet invånare är 1 575.
Terrängen runt Carnerillo är platt. Närmaste större samhälle är General Cabrera, 17,8 km nordost om Carnerillo.
Trakten runt Carnerillo består till största delen av jordbruksmark. Runt Carnerillo är det mycket glesbefolkat, med 7 invånare per kvadratkilometer.